# Супермен (сериал)
„Супермен“ (на английски: Superman) е американски анимационен сериал, продуциран от Ruby-Spears Productions и Warner Bros. Television, който е излъчен за пръв път по CBS, съвпадайки с 50-годишния юбилей на едноименния супергерой на ДиСи Комикс.

## Актьорски състав
- Бо Уивър – Кларк Кент/Супермен
- Джини Максуейн – Лоис Лейн
- Марк Л. Тейлър – Джими Олсън
- Стенли Ралф Рос – Пери Уайт
- Майкъл Бел – Лекс Лутор
- Лин Мари Стюърт – Джесика Морганбери
- Алън Опенхаймър – Джонатън Кент
- Трес Макнийл – Марта Кент

## Епизоди
| Номер | Заглавие | Първо излъчване в САЩ | Първо излъчване в България |
| ----- | --- | --------------------- | -------------------------- |
| 1     | Унищожи Защитноидите/Осиновяването (Destroy the Defendroids/The Adoption)                                                                  | 17 септември 1988 г.  | 3 септември 2007 г.        |
| 2     | Беглец от космоса/Супермаркетът (Fugitive From Space/The Supermarket)                                                                      | 24 септември 1988 г.  | 4 септември 2007 г.        |
| 3     | Драконовият зъб/При детегледачката (By the Skin of the Dragon's Teeth/At the Babysitter's)                                                 | 1 октомври 1988 г.    | 5 септември 2007 г.        |
| 4     | Киброн атакува/Първи учебен ден (Cybron Strikes/The First Day of School)                                                                   | 8 октомври 1988 г.    | 6 септември 2007 г.        |
| 5     | Сензацията/Една нощ със скаутите (The Big Scoop/Overnight with the Scouts)                                                                 | 15 октомври 1988 г.   | 7 септември 2007 г.        |
| 6     | Троен трик/Циркът (Triple-Play/The Circus)                                                                                                 | 22 октомври 1988 г.   | 10 септември 2007 г.       |
| 7     | Ловецът/Малкият беглец (The Hunter/Little Runaway)                                                                                         | 29 октомври 1988 г.   | 11 септември 2007 г.       |
| 8     | Супермен и Жената-чудо срещу Магьосницата на времената/Рожден ден (Superman and Wonder Woman vs. The Sorceress of Time/The Birthday Party) | 5 ноември 1988 г.     | 19 септември 2007 г.       |
| 9     | Скелетът/Шофьорска книжка (Bonechill/The Driver's License)                                                                                 | 12 ноември 1988 г.    | 13 септември 2007 г.       |
| 10    | Звярът под нашите улици/Първа среща (The Beast Beneath These Streets/First Date)                                                           | 19 ноември 1988 г.    | 14 септември 2007 г.       |
| 11    | Дивата акула/Да играя или да не играя (Wildshark/To Play or Not to Play)                                                                   | 26 ноември 1988 г.    | 17 септември 2007 г.       |
| 12    | Нощта на живите сенки/Завършване (Night of the Living Shadows/Graduation)                                                                  | 3 декември 1988 г.    | 18 септември 2007 г.       |
| 13    | Последният път, когато видях Земята/Това е Супермен (The Last Time I Saw Earth/It's Superman)                                              | 10 декември 1988 г.   | 12 септември 2007 г.       |

## Издания на DVD
На 3 ноември 2009 г. Warner Home Video and ДиСи Комикс пуснаха сериала на DVD в издание от два диска.

## „Супермен“ в България
В България сериалът започна излъчване на 3 септември 2007 г. по Диема Фемили с разписание всеки делничен ден от 14:50 през първите две седмици, а от третата от 15:10. Последният епизод се излъчи на 19 септември. Последният епизод се излъчи на 19 септември. Дублажът е на студио Доли. Ролите се озвучават от артистите Йорданка Илова, Васил Бинев, Иван Танев и Димитър Иванчев.